# Chirální derivatizační činidlo

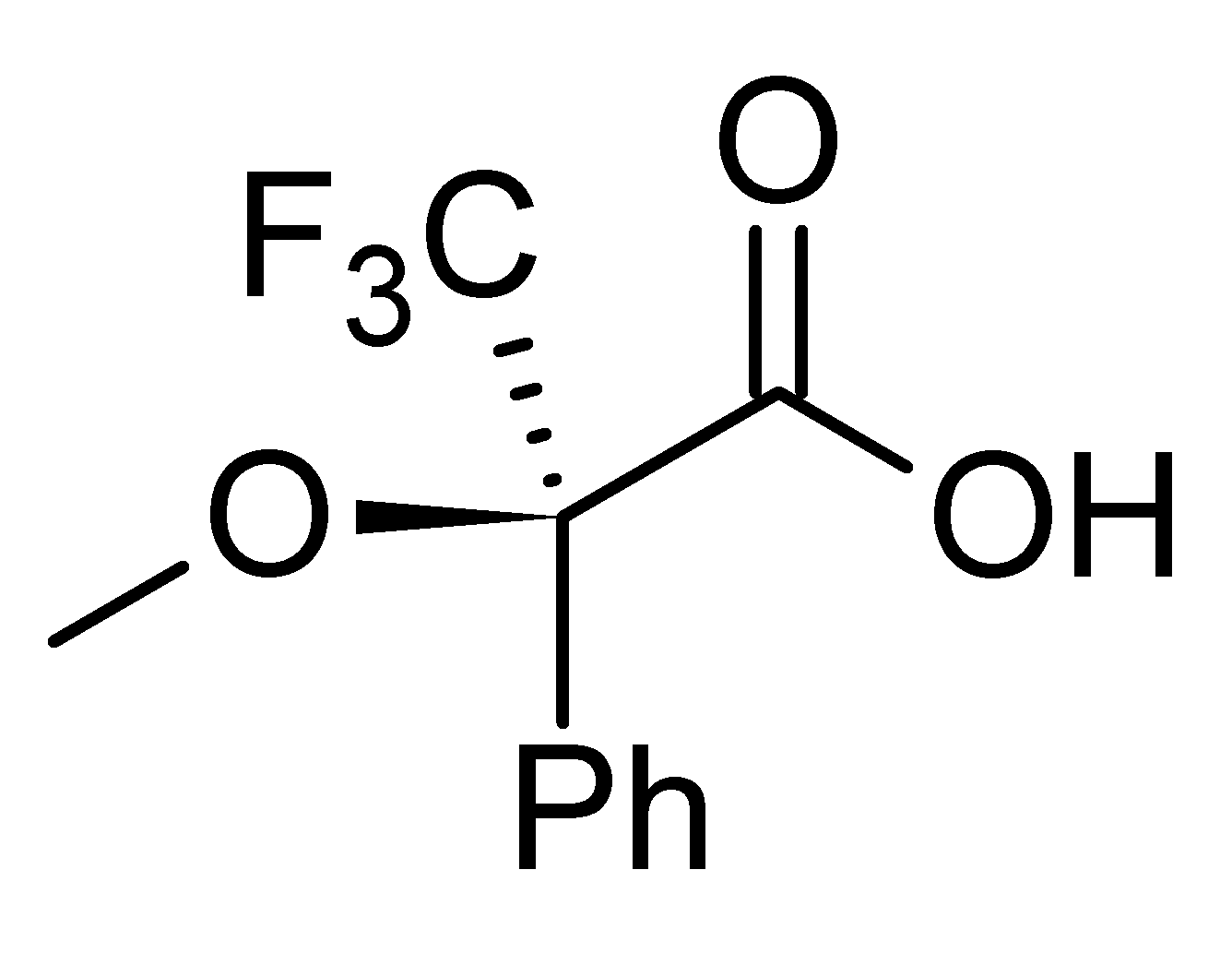
Kyselina (R)-α-methoxy-α-(trifluormethyl)fenyloctová (Mosherova kyselina)

Chirální derivatizační činidlo je derivatizační činidlo sloužící jako chirální pomocník při přeměnách enantiomerů na diastereomery za účelem stanovení zastoupení jednotlivých enantiomerů a určení optické čistoty vzorku. Analýzu lze provést spektroskopicky nebo pomocí chromatografie.
Mnohé analytické metody, například vysokoúčinná kapalinová chromatografie (HPLC) a NMR, ve své základní podobě nemohou odlišit jednotlivé enantiomery, ale mohou rozlišit diastereomery; přeměna směsi enantiomerů na směs odpovídajících diastereomerů tak usnadní analýzu. Od používání chirálních derivatizačních činidel se začalo upouštět po vyvinutí chirální HPLC.
Chirální derivatizace může být rovněž použita u chirálního rozlišení, kdy se od sebe jednotlivé enantiomery přímo oddělují.

## Historie
Bylo vydáno mnoho studií zabývajících se využitím NMR. Při jedné z nich byly zjištěny nenulové chemické posuny (vzdálenosti mezi vrcholy) u různých diastereomerů; dvojice enantiomerů mají totožná NMR spektra. Bylo zjištěno, že směsi enantiomerů lze přeměnit na směsi diastereomerů jejich navázáním na molekuly, které samy jsou chirální, což umožní jejich rozlišení pomocí NMR, a tedy i určit enantiomerní složení původní směsi; první takový postup popsal v roce 1969 Harry S. Mosher; jako chirální činidlo použil jeden z enantiomerů kyseliny α-methoxy-α-(trifluormethyl)fenyloctové (označované také jako Mosherova kyselina); v roce 1977 byl vyvinut postup založený na Pirkleově alkoholu.

## Požadavky
Účinné určení stereochemie pomocí chirálních drivatizačních činidel má tyto podmínky:
1. Činidlo musí být enantiomerně čisté, či alespoň musí být známa jeho enantiomerní čistota.
2. Reakce činidla s oběma enantiomery musí za daných podmínek proběhnout úplně, čímž se brání zkreslení zastoupení enantiomerů prostřednictvím kinetického rozlišení.
3. Činidlo se za podmínek derivatizace nebo analýzy nesmí racemizovat a jeho navazování nesmí způsobovat racemizaci substrátu. Pokud se analýza provádí pomocí HPLC, tak má činidlo obsahovat chromofor, který zlepšuje citlivost stanovení.
4. Při provádění analýzy prostřednictvím NMR by činidlo mělo obsahovat skupinu, která ve spektru vytváří jediný signál, jenž je dostatečně vzdálen od ostatních.

## Mosherova metoda
Mosherova kyselina, většinou používaná v podobě acylchloridu, převádí alkoholy na estery a aminy na amidy. Nepřítomnost alfa-protonu na kyselině zabraňuje ztrátě stereochemického uspořádání během reakce; při použití enantiomerně čisté Mosherovy kyseliny tak lze určit konfigurace jednodušších chirálních aminů a alkoholů - například (R)-enantiomer 1-fenylethanolu vytváří reakcí s chloridem Mosherovy kyseliny (R,S)-diastereomer a produktem reakce (S)-enantiomeru je (S,S)-diastereomer, tyto diastereomery lze pomocí NMR odlišit jeden od druhého.

## Kyselina α-kyano-α-fluor-(2-naftyl)octová
Novějším chirálním derivatizačním činidlem je kyselina α-kyano-α-fluor-(2-naftyl)octová, kterou lze v enantiomerně čisté podobě připravit chirální HPLC separací z jejího racemického methylesteru. Methylester je možné vytvořit fluorační reakcí methyl-α-kyano(2-naftyl)acetátu s perchlorylfluoridem. Tato kyselina je pro určování enantiomerních přebytků primárních alkoholů vhodnější než Mosherova.

## Chromatografie s chirálními derivatizačními činidly

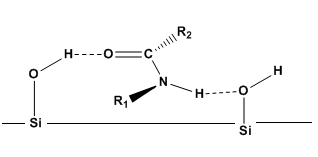
Amid na oxidu křemičitém sloužící jako modelová sloučenina pro Helmchenovy postuláty

Po reakci chirálního derivatizačního činidla s analytem je možné vzniklé produkty oddělit od sebe chromatografií. Schopnost činidel rozlišovat chirální molekuly závisí na dvou hlavních mechanismech chromatografie:
1. rozdílné rozpustnosti v mobilní fázi
2. rozdílné adsorpci na stacionární fázi

### Helmchenovy postuláty
Helmchenovy postuláty jsou teoretické modely sloužící k předpovídání pořadí pořadí extrakce a míry separace diastereomerů adsorbovaných na daný povrch:
1. Konformace v roztoku a při adsorpci jsou stejné.
2. Diastereomery se navazují na povrchy převážně vodíkovými vazbami.
3. Výraznější rozlišení diastereomerů lze očekávat pouze u molekul, které mohou být adsorbovány na silikagel dvěma body (vodíkovými vazbami); tyto interakce mohou narušovat některé substituenty.
4. Diastereomery s objemnými substituenty na alfa uhlíku (R2) a na dusíku (R1) mohou bránit tvorbě vodíkových vazeb s povrchem, budou se tedy extrahovat dříve než podobné molekuly s menšími substituenty.

Helmchenovy postuláty lze také použít na jiné funkční skupiny, jako jsou karbamáty, estery, a epoxidy.

### Chirální stacionární fáze
Stacionární fáze mohou reagovat s chirálními derivatizačními činidly za vzniku chirálních stacionárních fází, schopných rozlišit chirální molekuly.
Reakcemi alkoholů lze na stacionární fáze prostřednictvím chirálních derivatizačních činidel navázat chirální centra a tím umožnit oddělení chirálních molekul.

## V NMR spektroskopii
Chirální derivatizační činidla mají využití v NMR  spektroskopii při určování enantiomerních přebytků a absolutních konfigurací. Zde mají využití také solvatační činidla, přičemž některé látky lze použít k oběma účelům; vhodnost látky k použití jako derivatizační nebo solvatační činidlo je nejvíce ovlivňována rychlostí výměn mezi substrátem a kovovým centrem - u derivatizačních činidel bývá pomalejší.
Derivatizační činidla se při stanovování absolutních konfigurací používají častěji než solvatační, protože kovalentní vazba substrátu a činidla vytváří produkty s větší konformační stabilitou, což vede k výraznějším rozdílům v NMR spektrech; chirální rozlišení lze zlepšit použitím obou druhů činidel současně, ale není to běžné.
Posunová činidla, jako například EuFOD, Pirkleův alkohol, a TRISPHAT, vytváří se substráty diastereomerní komplexy.

### Druhy derivatizace
Pro NMR analýzu lze použít jednoduchou nebo dvojitou derivatizaci. Dvojitá bývá přesnější, ale jednoduchá vyžaduje menší množství činidel a je tak méně nákladná.

#### Jednoduché derivatizace
Při jednoduché derivatizaci se NMR spektrum produktu reakce substrátu s chirálním derivatizačním činidlem za pokojové teploty srovnává s jedním z těchto spekter:
- spektrem téhož derivátu za nižší teploty
- spektrem téhož derivátu po vytvoření komplexu se solí kovu
- spektrem substrátu bez derivatizace

#### Dvojité derivatizace
Při dvojité derivatizaci se jeden enantiomer substrátu derivatizuje dvěma různými enantiomery činidla, případně oba enantiomery substrátu stejným enantiomerem činidla. Následně se vyhodnotí spektra obou vzniklých diastereomerů a chemicaké posuny jejich jader.

#### Druhy NMR
Nejčastěji používanými druhy NMR pro stanovení stereochemie chirálních sloučenin jsou 1H-NMR, 19F NMR, a 13C NMR. 1H NMR je nejpoužívanější metodou pro stanovení absolutní konfigurace. 19F NMR se používá téměř výhradně při studiích zaměřených na optickou čistotu a 13C NMR slouží převážně k popisu substrátů neobsahujících protony přímo vázané na asymetrické atomy uhlíku.